# Bahnhof Rosengarten

Stadtplan von 1897 (Ausschnitt): Oben der Hafenbahnhof von Worms, unten der Bahnhof Rosengarten

Der Bahnhof Rosengarten war von 1869 bis 1900 der rechtsrheinische Bahnhof von Worms (heute Rheinland-Pfalz), allerdings auf der Gemarkung der heutigen Stadt Lampertheim (heutiges Bundesland Hessen) gelegen. Er wurde durch die Hessische Ludwigsbahn errichtet.

## Topografie
Von Worms aus – damals eine der größten Städte des Großherzogtums Hessen – war die Landeshauptstadt Darmstadt zunächst per Bahn nur mit dem Umweg über Mainz zu erreichen. Da eine Eisenbahnbrücke über den Rhein bei Worms zunächst nicht zu finanzieren war, wurde als Zielpunkt für die rechtsrheinisch auf Worms hin führenden Bahnstrecken der Weiler Rosengarten, heute ein Stadtteil von Lampertheim, auf der Worms gegenüber liegenden Rheinseite gewählt.

## Bahnstrecken
Diese auf Worms zielenden, im Bahnhof Rosengarten endenden Strecken waren:
- Riedbahn: Darmstadt–Rosengarten, ab 1. Juni 1869
- Bensheim–Rosengarten, ab 1. November 1869
- Lampertheim–Rosengarten, ab 15. Oktober 1877, weitergeführt bis Mannheim-Neckarstadt am 15. Oktober 1879[1]

Alle Strecken wurden eingleisig in den Bahnhof eingeführt. Hinzu trat das Trajekt Worms–Rosengarten, das zu dem linksrheinisch gelegenen Bahnhof Worms-Hafen führte, von wo aus im Personenverkehr Züge nach Worms Hauptbahnhof sowie Güterzüge verkehrten.

## Bahnhof

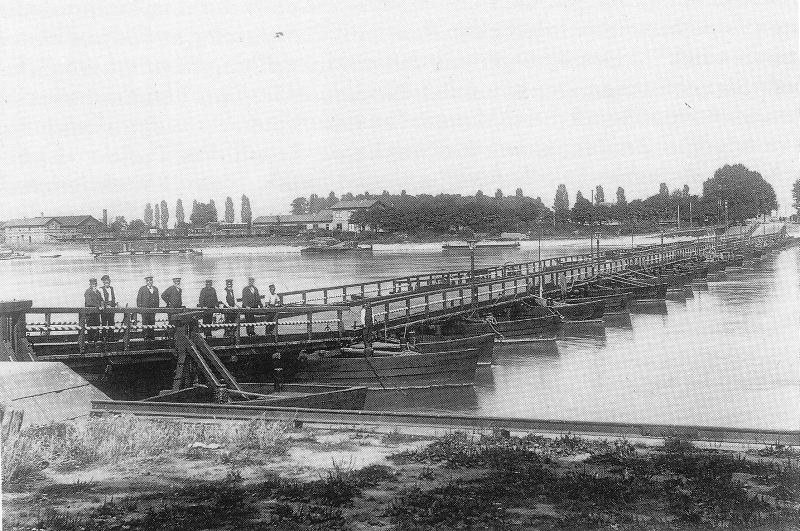
Schiffsbrücke mit dem Bahnhof im Hintergrund (Aufnahme 1890)

### Bahnanlagen
Der Bahnhof hatte eine Länge von etwa 750 Metern und wies zwölf Gleisachsen auf, zwei Gleise lagen an Bahnsteigen, der Bahnhof selbst unmittelbar am Rheinufer. Von und nach Worms gelangten Fußgänger und Fahrgäste über eine Schiffbrücke, für den Güterverkehr bestand das Trajekt Worms–Rosengarten, zu dem ein eigenes Zufahrtsgleis führte. Der Bahnhof wies alle Einrichtungen eines großen End- und Kopfbahnhofs auf: Verladerampe, Güterhalle, Brückenwaage, Lademaß, Drehscheibe, Lokschuppen und Kohlenlager. Für den Schiffsverkehr neben dem Trajektverkehr gab es am Rheinufer noch eine zusätzliche Anlegestelle.
Durch Hochwasser des Rheins kam es immer wieder zu Schäden an den Bahnanlagen, so dass der Betrieb vorübergehend eingestellt werden musste.

### Empfangsgebäude

Bahnhof vom Rheinufer aus

Auch das Empfangsgebäude wies alle Einrichtungen eines großen End- und Kopfbahnhofs auf: Wartesäle erster, zweiter und dritter Klasse und Restauration. Getrennt vom allgemeinen Empfangsgebäude stand ein Fürstenpavillon. Dieser wurde bei Besuchen der Großherzöge von Hessen in Worms sowie u. a. bei Besuchen Kaiser Wilhelms II. am 9. Dezember 1889 und des russischen Zaren Nikolaus II. am 7. Oktober 1899 benutzt. Die unmittelbar neben der Schiffsbrücke und dem Bahnhof errichtete Straßenbrücke, die Ernst-Ludwig-Brücke (heute: Nibelungenbrücke), ersetzte 1900 die Schiffsbrücke. Neben dem Empfangsgebäude gehörten zu dem Bahnhof auch Häuser mit Beamtenwohnungen.

## Verkehr

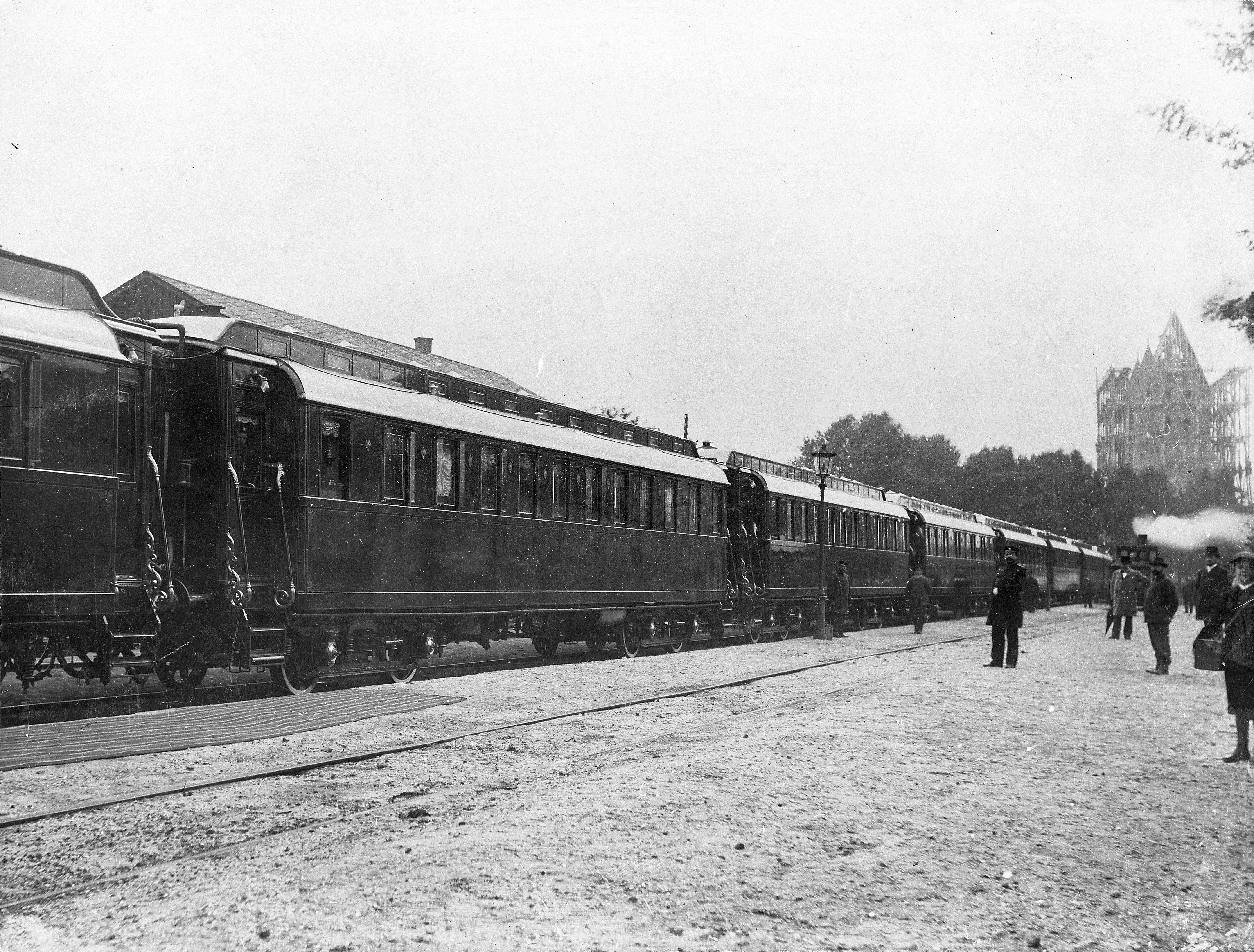
Hofzug des Zaren Nikolaus II. von Russland am 7. Oktober 1899 im Bahnhof Rosengarten

Der Personenverkehr des Bahnhofs Rosengarten war erheblich. 1880 fuhren täglich 12 Zugpaare bis Rosengarten, 1897 waren es 15 Zugpaare. Im Güterverkehr fuhr täglich ein Güterzugpaar auf jeder der drei Strecken von und nach Darmstadt/Frankfurt am Main, Lampertheim/Mannheim und Bensheim. Für das anschließende Trajekt liegen die Zahlen für die übergesetzten Wagen vor: 1886 waren es 39.537, im Schnitt also 108 Wagen pro Tag.

## Ende

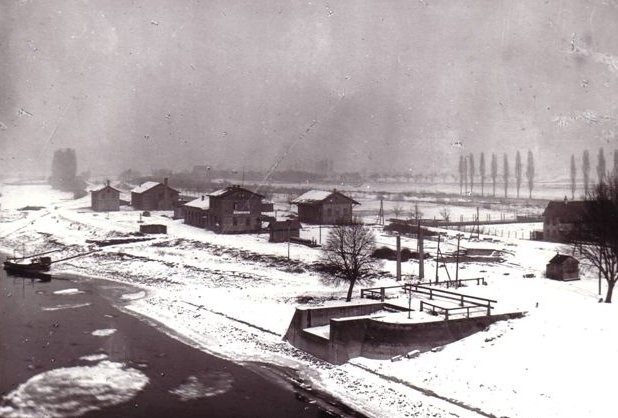
Im Winter 1899/1900 wurden Schiffbrücke und Trajekt wegen Eisgangs temporär stillgelegt. Für den Personenverkehr wurde die noch nicht eingeweihte Ernst-Ludwig-Brücke genutzt.

Der sehr aufwändige, umständliche und langsame Trajektverkehr war dem Verkehrsaufkommen nicht gewachsen.
Im Zuge der Rheinbegradigung und aufgrund militärischer Überlegungen wurde ab 1890 die Überbrückung des Rheins bei Worms planerisch angegangen. Am 3. November 1894 schlossen der Staat und die Hessische Ludwigsbahn einen Vertrag über den Bau der Brücke, in dem der Abriss des Bahnhofs Rosengarten nach Inbetriebnahme der Brücke bereits vorgesehen war. Sie wurde am 30. November 1900 von der Preußisch-Hessischen Eisenbahngemeinschaft eröffnet, die den Betrieb der Hessischen Ludwigsbahn inzwischen übernommen hatte. Die rechtsrheinischen Strecken nach Worms wurden mit der neuen Brücke nach Worms, jetzt Worms Hauptbahnhof, geführt. Das machte den Bahnhof Rosengarten überflüssig. Mit dem 1. Dezember 1900 wurde der Güterverkehr dort eingestellt, die Bahnmeisterei zum Jahresende aufgelöst und der Personenverkehr zum 2. Januar 1901 eingestellt. Bereits am 9. Februar 1901 wurden die Gebäude des Bahnhofs versteigert. Die Bahnanlagen wurden vollständig beseitigt. 
Zwei Mauerzüge im Bereich des ehemaligen Bahnhofs stehen nach § 2 Absatz 1 Hessisches Denkmalschutzgesetz aus geschichtlichen Gründen unter Denkmalschutz.

## Wissenswert
- Nach dem Abbruch des Bahnhofs sollte in der Nähe an der Bahnstrecke Weinheim–Worms ein Haltepunkt mit dem gleichen Namen Rosengarten eingerichtet werden. Dies scheiterte aber, da sich die Bahnbetreiber mit der Gemeinde Lampertheim nicht auf eine Kostenübernahme verständigen konnten.[7] Erst nach der Sprengung der Brücken im Jahr 1945 wurde dort ein Haltepunkt eingerichtet und war bis zur Stilllegung der Bahnstrecke im Jahr 1960 in Betrieb.
- Das Abbruchmaterial der Bahnhofsgebäude wurde unter anderem zum Bau eines Cafés mit Tanzhalle in Obrigheim verwendet, das den Namen Rosengarten erhielt.